# Anomalepis
Anomalepis är ett släkte av ormar som ingår i familjen Anomalepididae.
Arterna är små ormar med en längd mindre än 75 cm och en smal kropp. De förekommer i Centralamerika och i norra Sydamerika. Släktets medlemmar lever i skogar och vistas i lövskiktet eller i det översta jordlagret. De äter främst termiter.
Arter enligt Catalogue of Life Utbredning enligt The Reptile Databas:
- Anomalepis aspinosus, lever i Peru.
- Anomalepis colombia, förekommer i Colombia.
- Anomalepis flavapices, hittas i Ecuador.
- Anomalepis mexicanus, observerades i södra Centralamerika och nordvästra Sydamerika.